# بازگشت مری پاپینز (موسیقی متن)
بازگشت مری پاپینز: موسیقی متن اصلی فیلم (انگلیسی: Mary Poppins Returns: Original Motion Picture Soundtrack) آلبوم موسیقی متن برای فیلم با همین نام است. ترانه‌ها و موسیقی‌های متن این فیلم توسط مارک شیمن ساخته‌شده و متن ترانه‌ها توسط اسکات ویتمن و شیمن نوشته شده‌است. این آلبوم موسیقی متن توسط والت دیزنی رکوردز در ۷ دسامبر ۲۰۱۸ منتشر شد. این ترانه‌ها شامل اجرای وکال گروه بازیگران این فیلم متشکل از امیلی بلانت، لین-منوئل میرندا، بن ویشاو، امیلی مورتیمر، جولی والترز، دیک ون دایک، آنجلا لنسبوری و مریل استریپ است.

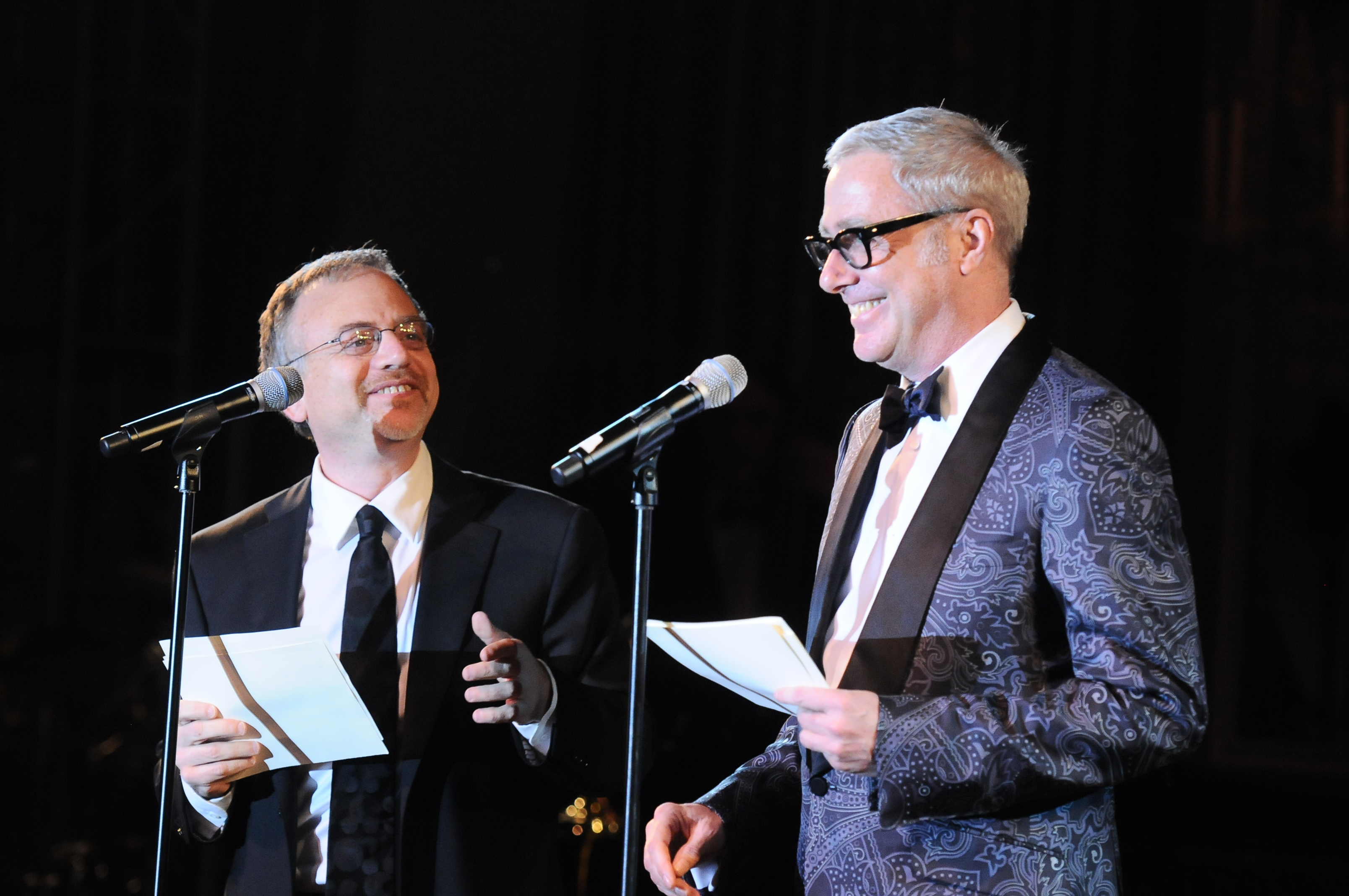
مارک شیمن و اسکات ویتمن

## جدول‌های موسیقی
| جدول (۲۰۱۸–۱۹)                             | بهترین جایگاه |
| ------------------------------------------ | ------------- |
| آلبوم‌های استرالیایی (ای‌آرآی‌ای)             | ۱۵            |
| آلبوم‌های اتریشی (آلبوم‌های او۳)             | ۶۳            |
| آلبوم‌های بلژیکی (اولتراتاپ فلاندرز)        | ۸۵            |
| آلبوم‌های بلژیکی (اولتراتاپ والونیا)        | ۷۹            |
| آلبوم‌های کانادایی (بیلبورد)                | ۷۳            |
| آلبوم‌های کره جنوبی (گائون)                 | ۹۵            |
| بیلبورد ۲۰۰ ایالات متحده                   | ۳۴            |
| آلبوم‌های موسیقی متن ایالات متحده (بیلبورد) | ۵             |

| جدول (۲۰۱۹)                                | جایگاه |
| ------------------------------------------ | ------ |
| آلبوم‌های موسیقی متن ایالات متحده (بیلبورد) | ۱۹     |